# Gavin Bazunu
Gavin Okeroghene Bazunu (Dublin, 20 de fevereiro de 2002) é um futebolista irlandês que atua como goleiro. Atualmente defende o Southampton.

## Infância e vida pessoal
Nascido em Dublin, Bazunu cresceu no subúrbio de Firhouse. Gavin é de ascendência irlandesa e nigeriana.
O seu irmão Todd é guarda-redes nos Sub-17 do Shamrock Rovers.

## Carreira

### Shamrock Rovers
Produto da academia do Shamrock Rovers, Bazunu fez a sua estreia pela equipa principal com 16 anos, a 9 de junho de 2018, numa vitória em casa por 5–0 sobre o Bray Wanderers. O treinador Stephen Bradley afirmou que, embora não gostasse de 'apostar [em guarda-redes jovens] tão cedo', Gavin se encontrava 'pronto' para a sua estreia profissional. Bazunu fez mais 3 jogos pelo Shamrock Rovers na League of Ireland de 2018, não sofrendo quaisquer golos. Num deles, defendeu, inclusive, um pênalti, frente ao Cork City. Além disso, Gavin participou em 2 partidas da Liga Europa de 2018–19.

### Manchester City
A 6 de setembro de 2018, foi anunciado que o Manchester City, clube da Premier League, teria fechado a contratação de Bazunu por uma taxa não revelada (estimada em cerca de 420 mil libras). O jovem desejava concluir os estudos a Irlanda, pelo que não foi definida a data em que se juntaria ao clube inglês. No mês seguinte, o City anunciou ter assinado um pré-contrato com o jogador, que se juntaria ao clube no verão de 2019; no entanto, Bazunu acabou por se mudar para os Citizens antes do previsto, em fevereiro de 2019. A 9 de fevereiro, Gavin fez a sua estreia pelos Sub-18 do Manchester City, numa derrota por 2–1 frente aos Sub-18 do Stoke City.
Em agosto de 2020, Bazunu foi convocado pela equipa principal do Manchester City para a 2ª mão dos oitavos-de-final da Liga dos Campeões, frente ao Real Madrid.

#### Empréstimos ao Rochdale e Portsmouth
Em finais de agosto de 2020, Bazunu renovou contrato com o Manchester City até 2024, sendo posteriormente emprestado ao Rochdale, da League One, até ao fim da temporada 2020–21. A 5 de setembro, fez a sua estreia pelo clube, começando a titular e não sofrendo golos numa vitória por 1–0 em casa do Huddersfield Town, na EFL Cup. Na semana seguinte, fez o seu primeiro jogo na liga, numa derrota por 3–1 no terreno do Swindon Town.
A 1 de julho de 2021, Bazunu foi emprestado ao Portsmouth até ao fim da temporada 2021–22. No fim da época, o jovem guarda-redes foi eleito Jogador da Temporada tanto pelos companheiros de equipa como pelo clube.

### Southampton
A 17 de junho de 2022, Bazunu assinou um contrato de 5 anos pelo Southampton, com os Saints a pagarem 12 milhões de libras ao Manchester City pelo guarda-redes. A 6 de agosto, Gavin fez a sua estreia na Premier League, numa derrota por 4–1 frente ao Tottenham Hotspur. A 19 de outubro, Bazunu completou o seu primeiro jogo sem sofrer golos na competição, numa vitória por 1–0 sobre o Bournemouth.

## Carreira Internacional
Bazunu representou a República da Irlanda a nível Sub-17 e Sub-21. Pelos primeiros, disputou o Euro Sub-17 de 2019.
Em março de 2021, foi pela primeira vez convocado pela Seleção principal da Irlanda, para jogos de qualificação para o Mundial de 2022. A 27 de março, fez a sua estreia internacional sénior, numa derrota por 1–0 frente ao Luxemburgo.

## Estatísticas de Carreira

### Clube
- Atualizado até 21 de abril de 2023

| Clube             | Temporada         | Campeonato                         | Campeonato | Campeonato | Taça  | Taça  | Taça da Liga | Taça da Liga | Outros | Outros | Total | Total |
| Clube             | Temporada         | Divisão                            | Jogos      | Golos      | Jogos | Golos | Jogos        | Golos        | Jogos  | Golos  | Jogos | Golos |
| ----------------- | ----------------- | ---------------------------------- | ---------- | ---------- | ----- | ----- | ------------ | ------------ | ------ | ------ | ----- | ----- |
| Shamrock Rovers   | 2018              | League of Ireland Premier Division | 4          | 0          | 0     | 0     | 0            | 0            | 2      | 0      | 6     | 0     |
| Manchester City   | 2018–19           | Premier League                     | 0          | 0          | 0     | 0     | 0            | 0            | 0      | 0      | 0     | 0     |
| Manchester City   | 2019–20           | Premier League                     | 0          | 0          | 0     | 0     | 0            | 0            | 0      | 0      | 0     | 0     |
| Manchester City   | 2020–21           | Premier League                     | 0          | 0          | 0     | 0     | 0            | 0            | 0      | 0      | 0     | 0     |
| Manchester City   | 2021–22           | Premier League                     | 0          | 0          | 0     | 0     | 0            | 0            | 0      | 0      | 0     | 0     |
| Manchester City   | Total             | Total                              | 0          | 0          | 0     | 0     | 0            | 0            | 0      | 0      | 0     | 0     |
| Rochdale (emp.)   | 2020–21           | League One                         | 29         | 0          | 1     | 0     | 2            | 0            | 0      | 0      | 32    | 0     |
| Portsmouth (emp.) | 2021–22           | League One                         | 44         | 0          | 2     | 0     | 0            | 0            | 0      | 0      | 46    | 0     |
| Southampton       | 2022–23           | Premier League                     | 32         | 0          | 1     | 0     | 4            | 0            | —      | —      | 37    | 0     |
| Total de Carreira | Total de Carreira | Total de Carreira                  | 109        | 0          | 4     | 0     | 6            | 0            | 2      | 0      | 121   | 0     |

1. ↑  Jogos na Liga Europa

### Internacional
- Atualizado até 27 de março de 2023[2]

| Seleção              | Ano   | Jogos | Golos |
| -------------------- | ----- | ----- | ----- |
| República da Irlanda | 2021  | 10    | 0     |
| República da Irlanda | 2022  | 3     | 0     |
| República da Irlanda | 2023  | 1     | 0     |
| Total                | Total | 14    | 0     |

## Títulos
Individual
- Defesa do Mês da Premier League: novembro / dezembro de 2022[32]

- Jogador da Temporada do Portsmouth: 2021–22[22]
- Jovem Desportista do Ano da RTÉ: 2021[33]
- Jovem Jogador Internacional do Ano da FAI: 2021[34]
- Equipa do Ano da PFA: League One 2021–22[35]